# Fall (pel·lícula)
Fall és una pel·lícula de thriller i supervivència nord-americana de 2022, escrita i dirigida per Scott Mann. Té com a protagonistes Grace Caroline Currey, Virginia Gardner, Mason Gooding i Jeffrey Dean Morgan. El film segueix Becky i Hunter, dues amigues que, després de la mort de l'espòs de la primera, decideixen buscar una mica d'aventura escalant una torre de ràdio de més de 610 metres, però quan l'escala per baixar es trenca, ho hauran d'intentar tot el possible per sobreviure.
Fall va ser estrenada als Estats Units el 12 d'agost. La pel·lícula va recaptar 16 milions de dòlars a escala internacional, i va rebre crítiques generalment positives les quals elogiaven la direcció de Mann, el suspens, les actuacions de Currey i Gardner, i la cinematografia. Ha estat doblada i subtitulada al català.

## Producció

### Rodatge
El film va costar 3 milions de dòlars per produir. Va ser filmat en càmeres d'IMAX a les Muntanyes Sombra, al desert Mojave de Califòrnia. L'aspecte de la torre B67 fictícia a la pel·lícula es va inspirar en la torre de ràdio KXTV/KOVR Tower real a Walnut Grove, Califòrnia., que també té més de 600 mestres d'alçada i és una de les estructures més altes del món. Segons el director Scott Mann, els cineastes havien considerat la pantalla verda o els escenaris digitals, però finalment van optar per la realitat. Van decidir construir la part superior de la torre al cim d'una muntanya perquè els actors realment semblaven estar a centenars de mestres d'alçada, encara que a la vida real mai no van estar a més de 30 metres de terra. Filmar va ser difícil, perquè sovint el clima i els forts vents, suposaven un desafiament.

### Post producció
Li van demanar a l'equip que canviés o remogués al voltant de 30 vegades la paraula "merda" de la pel·lícula perquè així pogués aconseguir una classificació de PG-13 per part de Motion Picture Association en comptes de la classificació de R, per així poder augmentar els guanys. Ja que regravar escenes seria costós, li van encarregar a Flawless, una companyia establerta el 2021 per Nick Lynes i el director de Fall, Scott Mann, perquè artificialment reconstruïssin les cares dels actors i que sembli que, en comptes de dir "merda", diguessin paraules aprovades per la classificació de PG-13, com "dimonis". El primer projecte a utilitzar els serveis de Flawless, Fall, va rebre l'esperada classificació de PG-13. Segons Mann, això es va finalitzar en menys de dues setmanes de les etapes finals de postproducció.

## Taquilla
Als Estats Units i Canadà, Fall es va estrenar juntament amb Mack & Rita i l'àmplia expansió de Bodies Bodies Bodies, es va calcular que recaptaria entre 1 o 2 milions de dòlars en els 1548 cinemes en el seu primer cap de setmana. Al final va fer 923.000 dòlars el primer dia i va arribar als 2 milions i mig, sent la desena pel·lícula amb més èxit del moment. El en el segon cap de setmana va recaptar 1,3 milions, va baixar un 47%.